# En la terraza
En la terraza (dos hermanas) es un cuadro del pintor francés Pierre-Auguste Renoir. Está realizado al óleo sobre lienzo. Mide 100,5 cm de alto y 81 cm de ancho. Fue pintado en 1881. Se encuentra en el Instituto de Arte de Chicago, Estados Unidos.

## Descripción
Renoir pintó esta obra en París en el año 1881 cuando adquirió un grado de estabilidad económica al haber pintado el mismo año su famosa obra El almuerzo de los remeros.
La obra retrata a Mlle Dartaud, actriz de la Comedie Française, acompañada de una niña sin identificar representando a su "hermana". Probablemente posaron en el mismo escenario que el del almuerzo: la terraza del restaurante Fournaise, durante el mes de julio. La imagen es una composición de colores vivos y contrastes vibrantes donde destaca el color rojo puro, especialmente del sombrero de la joven, este recurso se emplea para centrar la atención del espectador en la estructura piramidal que forman las dos figuras. 
Dartaud aparece vestida de azul oscuro, con un sombrero rojo en la cabeza. Las flores adornan su sombrero y su pecho. Junto a ella se encuentra una niña, vestida de blanco y con un sombrero también cuajado de flores. Detrás, una barandilla de hierro forjado, más allá de la cual se ve una rica naturaleza de colores intensos: matorrales y árboles en flor, un río de color azul claro.
El cromatismo domina todo el cuadro: en la vestimenta de las personas, en el cesto con ovillos de lana, y en las flores de la maceta verde.
La composición es poco habitual ya que las "hermanas" están en primer plano y las rejas del balcón justo detrás para aumentar la sensación de proximidad. El tratamiento del fondo es típicamente impresionista a base de pinceladas sueltas, fluidas, poco definidas y colores naturales que contrastan con los colores empleados en el primer plano.
Renoir hace un tratamiento distinto en cada rostro, a la más pequeña que está más próxima al primer plano la trabaja con un método impresionista con los rasgos faciales sugeridos más que definidos, y a la joven que está más alejada, tiene un tratamiento en el rostro más detallado como si estuviera en primer plano.
Este cuadro ejemplifica la opción estética de Renoir, que prefirió siempre pintar aquello que consideraba bello, eludiendo temas feos o dramáticos. Dentro de las estaciones del año, prefería representar la primavera o el verano, y nunca el invierno.

## Obras similares
- Un día de verano. Berthe Morisot. 1879

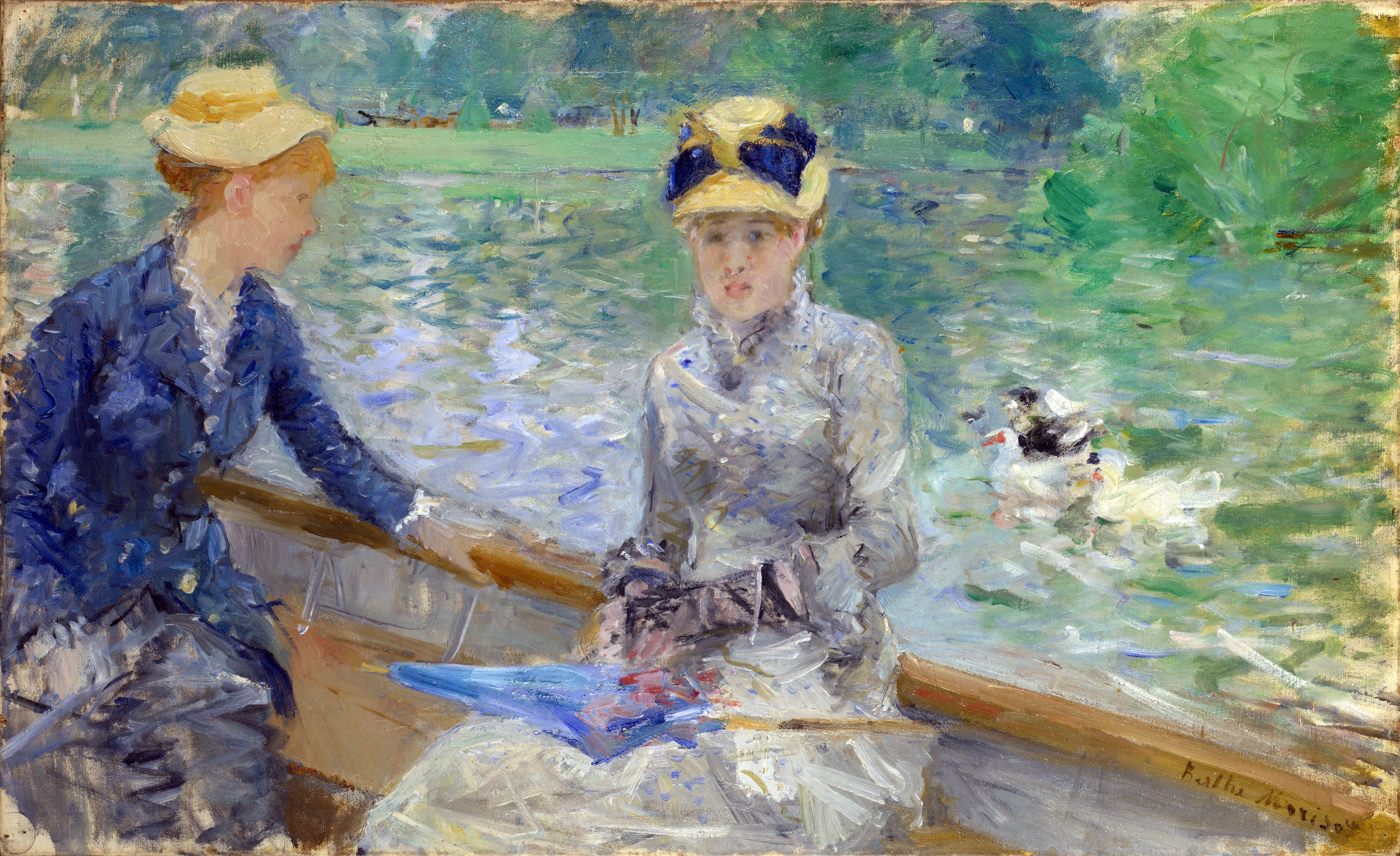

- El almuerzo de los remeros. Pierre-Auguste Renoir. 1881

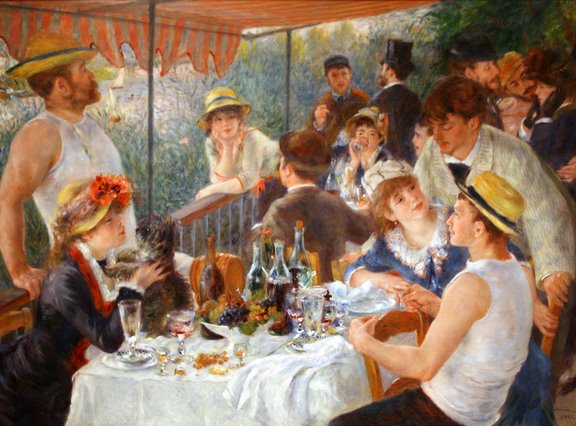